# San Isidro, Soyaniquilpan de Juárez
San Isidro är en ort i kommunen Soyaniquilpan de Juárez i delstaten Mexiko i Mexiko. Samhället hade 327 invånare vid folkräkningen 2020.